# 中川聴乃
中川 聴乃（なかがわ あきの、1987年4月26日 - ）は元女子バスケットボール選手である。ポジションはフォワード。

## 来歴
長崎県出身。長崎市立仁田小学校の小学4年の時からバスケットボールを開始し、純心中学校・純心女子高等学校に進学。中学2年時には全国大会3位でレギュラーも務める。更に中学校3年時にはU-15代表にも選出。中高一貫校で高校に進学し、高校1年時U-18代表に選出されたが、日本一になりたい思いを抱き、高校1年時の冬に桜花学園高校に転入。翌年には全国制覇を達成する。
高校3年時に日本代表候補に選出される。2006年3月、同高校卒業し、シャンソン化粧品に入社。
2006年ドーハアジア大会の日本代表に選出される。その後はケガのため出場機会が激減したが、2012-13シーズンに復帰。
2013年、デンソーアイリスに移籍。2015年5月に現役引退。引退後、所属等も決まって無い状態で東京に進出し、Bリーグチームグッズを制作している企業に入社し勤務していたが、2016年2月に退職し、同年4月からジャパン・スポーツ・マーケティングに所属し、男子も含めたバスケットボール中継の解説者やリポーター、また、バスケットボールの競技広報活動を行っている。
2021年より、一般社団法人バスケットボール女子日本リーグの理事にも就任。
2024年、元アメリカンフットボール選手の秦英之と結婚。
サッカー元日本代表の吉田麻也は、小学校の後輩。

## 経歴
- 桜花学園高校 - シャンソン化粧品（2006年〜2013年） - デンソー（2013年〜2015年）